# Corsomyza ruficornis
Corsomyza ruficornis är en tvåvingeart som beskrevs av Mario Bezzi 1921. Corsomyza ruficornis ingår i släktet Corsomyza och familjen svävflugor.
Artens utbredningsområde är Zimbabwe. Inga underarter finns listade i Catalogue of Life.